# Amour et Honneur (film, 2013)
 (mars 2013).
Si vous disposez d'ouvrages ou d'articles de référence ou si vous connaissez des sites web de qualité traitant du thème abordé ici, merci de compléter l'article en donnant les références utiles à sa vérifiabilité et en les liant à la section « Notes et références ».
Pour les articles homonymes, voir Amour et Honneur.
Pour plus de détails, voir Fiche technique et Distribution.
Amour et Honneur (Love and Honor) est un film de guerre américain réalisé par Danny Mooney, sorti en 2013.

## Fiche technique
- Titre original : Love and Honor
- Réalisation : Danny Mooney
- Scénario : Garrett K. Schiff
- Production : Chip Diggins
- Société de production : Deep Blue Pictures
- Montage : Glenn Garland
- Costumes : Karyn Wagner
- Décors : Sandhya Huchingson et Ethan Tobman
- Musique : Alex Heffes
- Photographie : Theo van de Sande
- Pays d'origine :  États-Unis
- Date de sortie : 22 mars 2013[Où ?]

## Distribution
- Liam Hemsworth : Mickey Wright[1]
- Teresa Palmer : Candace
- Aimee Teegarden : Juniper/Jane
- Chris Lowell : Peter
- Ricky Wayne : Officier Whiteside
- Wyatt Russell : Topher
- Max Adler : Burns
- Austin Stowell : Dalton Joiner
- Gordon Michaels : capitaine Sinclair
- Lauren Mae Shafer : Meredith